# Distretto di Raigarh
Il distretto di Raigarh è un distretto del Chhattisgarh, in India, di 1 265 084 abitanti. Il suo capoluogo è Raigarh.